# NGC 4187
NGC 4187 é uma galáxia elíptica (E) localizada na direcção da constelação de Canes Venatici. Possui uma declinação de +50° 44' 30" e uma ascensão recta de 12 horas, 13 minutos e 29,3 segundos.
A galáxia NGC 4187 foi descoberta em 26 de Abril de 1789 por William Herschel.